# Segugio della Vestfalia
Il segugio della Vestfalia (in tedesco: Westfälische Dachsbracke) è una razza canina antichissima, originaria della Vestfalia, il cui sviluppo è stato favorito dalle corti reali germaniche. Deriverebbe dall'incrocio tra cani da muta di taglia media e bassotti. Il primo standard fu fissato nel 1910.

## Descrizione
- Testa: Stretta, allungata, nobile. Stop poco accentuato. Canna nasale leggermente arcuata. Labbra moderatamente pendenti. Il tartufo presenta sulla parte mediana una fascia di colore chiaro. Dentatura estremamente forte.
- Occhi: A mandorla di colore scuro.
- Orecchie: Di lunghezza media, larghe, ben aderenti alla testa, l'estremità è arrotondata e smussata.
- Corpo: Allungato. Collo moderatamente lungo, senza giogaia. Torace lungo, più stretto rispetto ai Teckel. Dorso leggermente bombato, con una leggera pendenza dietro il garrese. Rene largo e fortemente sviluppato. Groppa obliqua. Ventre poco retratto.
- Arti: Asciutti, ossatura solida. Piedi forti. Dita corte, serrate.
- Coda: Con attaccatura molto forte, terminante a spiga senza frangia, pelo folto a brossa sulla parte inferiore. Portata alta a sciabola o pendente.
- Pelo: Ruvido, molto fitto. Corto sulla testa, sulle orecchie e sulla parte inferiore degli arti. È più lungo sul collo, sul dorso e sulla parte inferiore della coda.
- Mantello: Da rosso a giallo con sella o pezzature nere e tracce bianche tipiche dei segugi: lista bianca sul capo, bianco, bianco intorno al muso al collare, sul petto, sugli arti e sulla estremità della coda. Indesiderati i cani bicolori come pure quelli con del nero sulla testa. Il colore bruno cioccolato è considerato un difetto.
- Taglia: Da 30 a 38 cm.
- Peso: Circa 15 kg.

## Galleria d'immagini

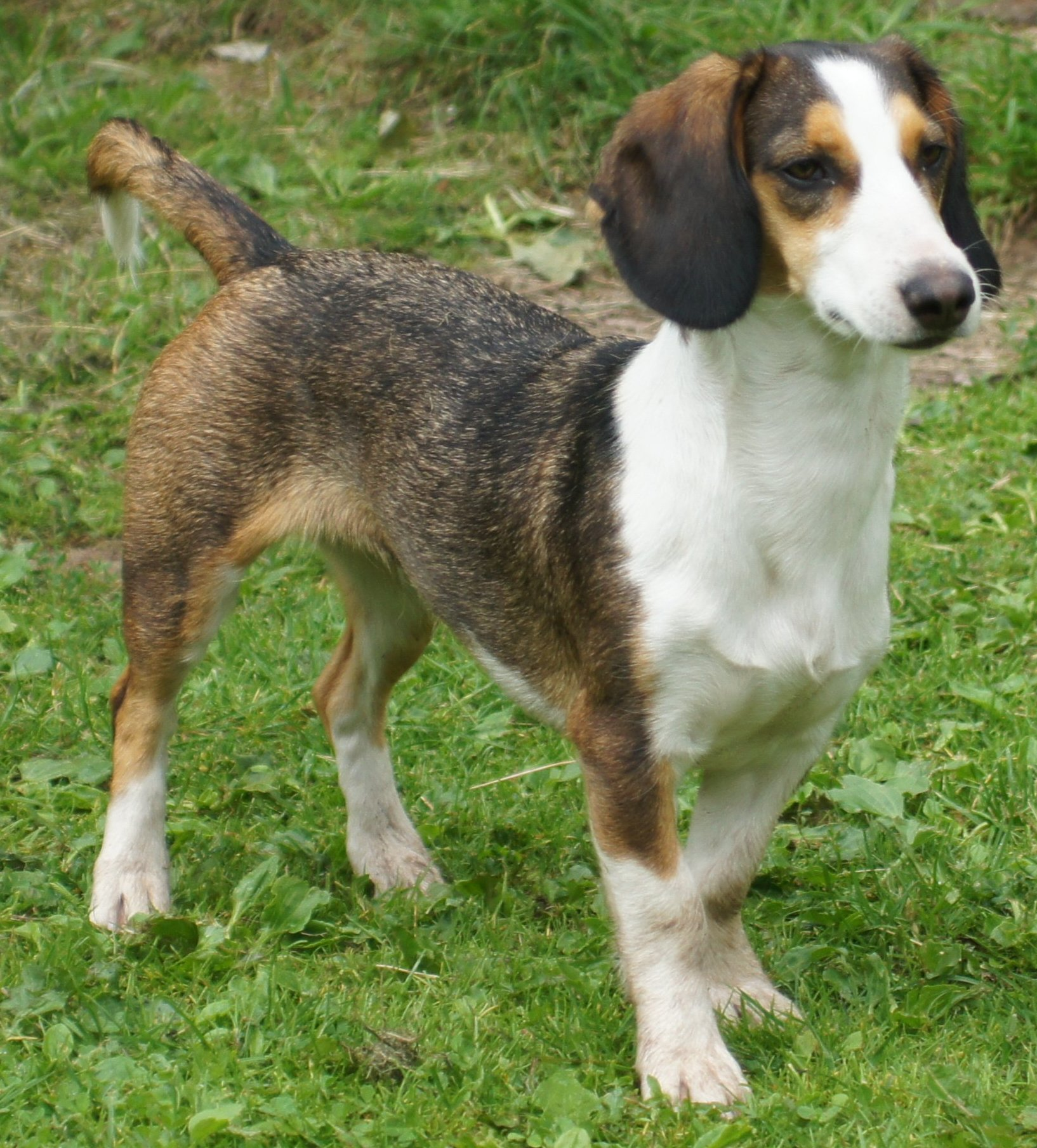
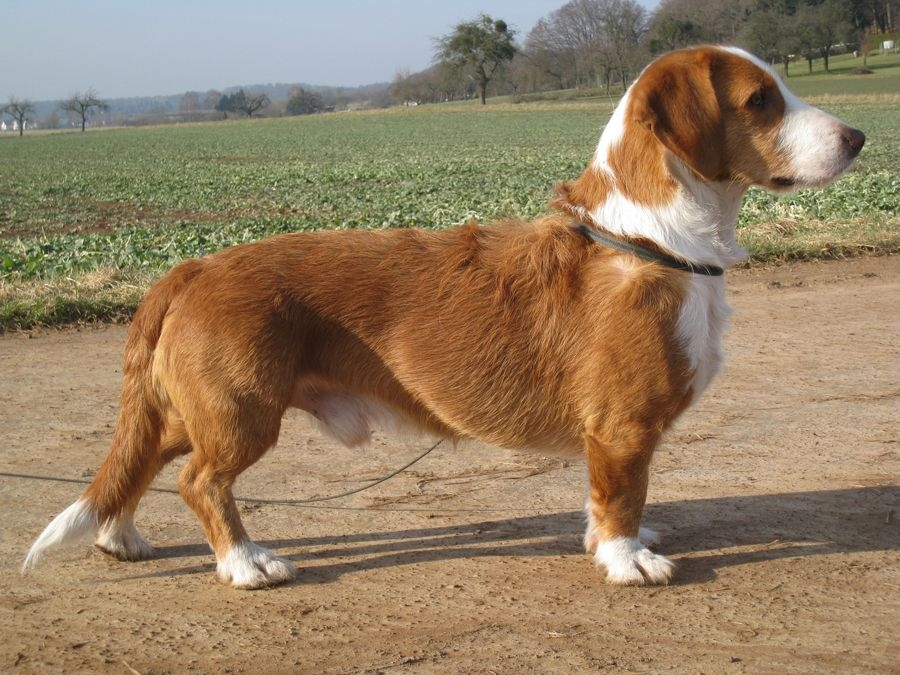
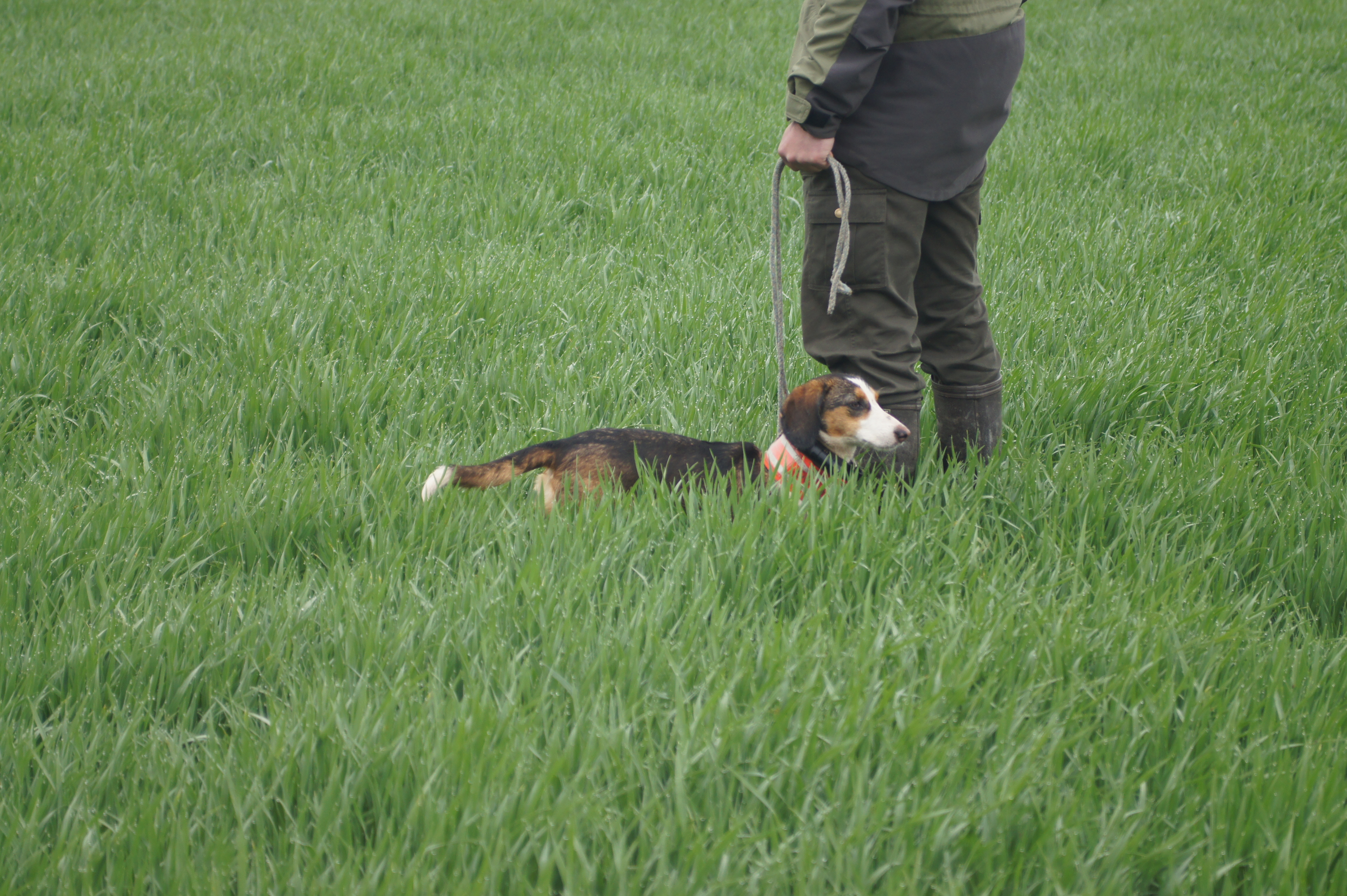
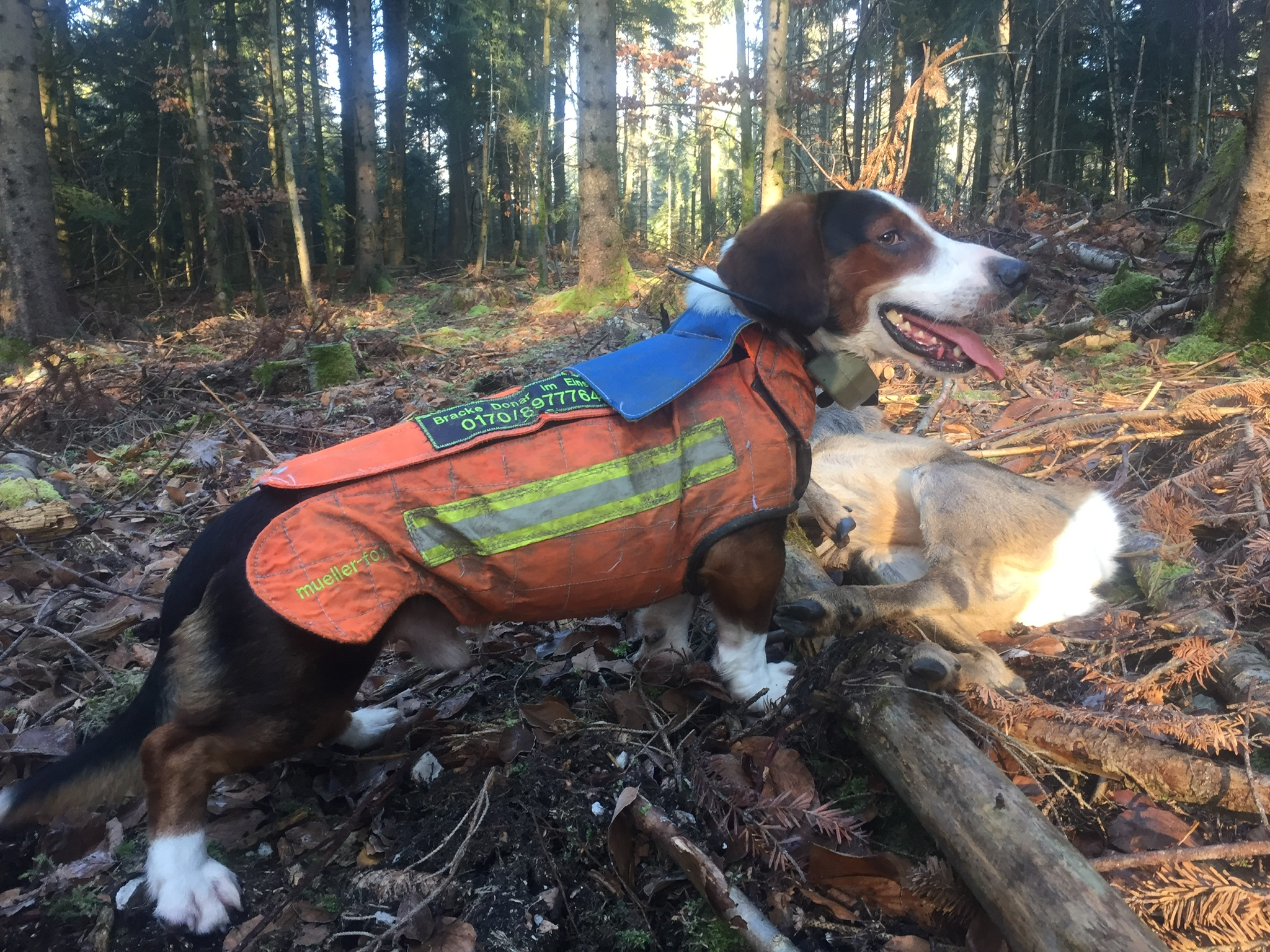